# Brotto Lopez
El duet le Bal Brotto Lopez és un grup de música tradicional occitana format per Cyrille Brotto (acordió diatònic i tustafòna) i Guillaume Lopez (cant, flautes, saxo i cornamusa).
Malgrat ser un grup d'arrel tradicional, en el seu repertori tant hi podem trobar peces folk com composicions pròpies, però amb un so estretament lligat al territori occità, obert a la modernitat, a la Mediterrània i al món. En els seus concerts, orientats sobretot a la música per ballar, es desprèn una energia desbordant i que s'encomana. El seu estil únic ha rebut reconeixements diversos arreu.